# Concert: The Cure Live
Concert: The Cure Live è un album live del gruppo musicale inglese The Cure, registrato nel maggio 1984 a Londra e Oxford e pubblicato il 16 ottobre 1984.

## Descrizione
Primo album live della carriera dei Cure, registrato durante il "The Top Tour". Nella versione in cassetta include Curiosity - The Cure Anomalies, una raccolta di rarità live degli anni precedenti. Tale raccolta è stata fino al 2005 l'unica a contenere una versione di Forever, una canzone che i Cure eseguono solo dal vivo improvvisando, seguendo una struttura di base fissa, ma con melodia leggermente variabile ogni volta e testo totalmente inventato sul momento da Robert Smith.

## Tracce
1. Shake Dog Shake – 4:15
2. Primary – 3:30
3. Charlotte Sometimes – 4:05
4. The Hanging Garden – 4:07
5. Give Me It – 2:45
6. The Walk – 3:30
7. One Hundred Years – 6:50
8. A Forest – 6:45
9. 10:15 Saturday Night – 3:45
10. Killing an Arab – 2:50

### Tracce:Curiosity - The Cure Anomalies
1. Heroin Face (4 december 77 the rocket Crawley) - 2:30
2. Boys Don't Cry (27 may 78 demo made at chestut studio Frensham) - 2:35
3. Subway Song (october 79 Nottingham) - 2:29
4. At Night (9 june 80 french radio concert) - 5:25
5. In Your House (15 january 80 Holland) - 3:12
6. The Drowning Man (1981 august Australia or New Zealand) - 5:36
7. Other Voices (1981 somewhere else) - 4:35
8. The Funeral Party (november 81 somewhere else) - 4:35
9. All Mine (1 may 82 London) - 2:45
10. Forever (version) (15 may 84 Paris) - 4:44

Durata: 38:26

## Formazione
- Robert Smith: voce, chitarra
- Porl Thompson: chitarra, tastiere, sassofono
- Andy Anderson: batteria
- Phil Thornalley: basso
- Laurence Tolhurst: tastiere